# Мазрае-є Се-Чаг (Марказі)
Мазрае-є Се-Чаг (перс. مزرعه سه چاه) — село в Ірані, у дегестані Таразнагід, у Центральному бахші, шагрестані Саве остану Марказі. За даними перепису 2006 року, його населення становило 8 осіб, що проживали у складі 4 сімей.

## Клімат
Середня річна температура становить 19,05 °C, середня максимальна – 38,55 °C, а середня мінімальна – -2,47 °C. Середня річна кількість опадів – 252 мм.
| Клімат поселення                              | Клімат поселення | Клімат поселення | Клімат поселення | Клімат поселення | Клімат поселення | Клімат поселення | Клімат поселення | Клімат поселення | Клімат поселення | Клімат поселення | Клімат поселення | Клімат поселення | Клімат поселення |
| Показник                                      | Січ.             | Лют.             | Бер.             | Квіт.            | Трав.            | Черв.            | Лип.             | Серп.            | Вер.             | Жовт.            | Лист.            | Груд.            |                  |
| Середній максимум, °C                         | 13,56            | 15,60            | 19,76            | 26,59            | 31,95            | 37,09            | 38,55            | 37,96            | 33,98            | 26,70            | 19,26            | 13,84            |                  |
| Середня температура, °C                       | 5,54             | 7,60             | 11,78            | 18,60            | 23,96            | 29,09            | 32,19            | 31,58            | 27,62            | 20,34            | 12,89            | 7,48             |                  |
| Середній мінімум, °C                          | −2,47            | −0,4             | 3,76             | 10,60            | 15,96            | 21,10            | 25,82            | 25,22            | 21,26            | 13,97            | 6,53             | 1,11             |                  |
| Норма опадів, мм                              | 40               | 36               | 41               | 26               | 18               | 4                | 1                | 1                | 2                | 18               | 27               | 38               |                  |
| Середньомісячна швидкість вітру, м/с          | 1.78             | 2.29             | 2.70             | 3.17             | 3.01             | 2.94             | 3.10             | 2.90             | 2.41             | 2.26             | 1.88             | 1.70             |                  |
| Середньомісячна сонячна радіація, кДж/м²·день | 9463             | 12176            | 14641            | 18247            | 22154            | 26071            | 25567            | 23538            | 19977            | 14809            | 11022            | 8942             |                  |
| --------------------------------------------- | ---------------- | ---------------- | ---------------- | ---------------- | ---------------- | ---------------- | ---------------- | ---------------- | ---------------- | ---------------- | ---------------- | ---------------- | ---------------- |
| Джерело:                                      |                  |                  |                  |                  |                  |                  |                  |                  |                  |                  |                  |                  |                  |